# Hideki Katsura
Hideki Katsura (桂 秀樹 Katsura Hideki?,  nacido el 6 de marzo de 1970 en Tokushima) es un exfutbolista japonés. Jugaba de centrocampista y su último club fue el Sagawa Express Tokyo de Japón.

## Trayectoria

### Clubes
| Club                 | País  | Año         |
| -------------------- | ----- | ----------- |
| Yokohama Flügels     | Japón | 1992 - 1996 |
| Kawasaki Frontale    | Japón | 1997 - 2001 |
| Sagawa Express Tokyo | Japón | 2002 - 2003 |

## Palmarés

### Títulos nacionales
| Título             | Club              | País  | Año  |
| ------------------ | ----------------- | ----- | ---- |
| Copa del Emperador | Yokohama Flügels  | Japón | 1993 |
| J2 League          | Kawasaki Frontale | Japón | 1999 |